# Траталијас
Траталијас (итал. Tratalias) је насеље у Италији у округу Карбонија-Иглесијас, региону Сардинија.
Према процени из 2011. у насељу је живело 927 становника. Насеље се налази на надморској висини од 47 м.

## Становништво
Према резултатима пописа становништва 2011. у општини је живело 1.107 становника.
| 1931. | 1936. | 1951. | 1961. | 1971. | 1981. | 1991. | 2001. | 2011. |
| ----- | ----- | ----- | ----- | ----- | ----- | ----- | ----- | ----- |
| 1.151 | 1.246 | 1.520 | 1.378 | 1.064 | 1.077 | 1.189 | 1.121 | 1.107 |

## Партнерски градови
- Fumane